# Anaea andria
Anaea andria is een vlinder uit de familie van de Nymphalidae. De wetenschappelijke naam van de soort is voor het eerst geldig gepubliceerd in 1875 door Samuel Hubbard Scudder.